# Løvebjerg
Løvebjerg (dansk) eller Löwenberg (tysk) er en bebyggelse øst for Adelbylund tæt på Adelby Kirke i det østlige Flensborg i Sydslesvig. Administrativt hører Løvebjerg under Flensborg Kommune i den nordtyske delstat Slesvig-Holsten. Tidligere hørte Løvebjerg under Tarup. I den danske periode indtil 1864 hørte landsbyen under Adelby Sogn (Husby Herred, Flensborg Amt).
Bebyggelsen opstod i 1700-tallet som Adelbylunds kådnersted. Stednavnet er første gang dokumenteret 1797. Navnets første led står formodentlig for løge (oldnordisk lǫgr, sml. Lø Herred). Betydningen er altså et ved vandet liggende bjerg. Efter en anden forklaring er der tale om et poetisk navn. 1910 oprettedes Adelby grundskole ved Ringvejen. Siden 2000 skærer omfartsvejen Østangente sig gennem Løvebjerg. 2014 oprettedes Ringvejens Vuggestue. I øst støder Løvebjerg mod Tarup, i syd mod Sønderup.